# Handball-Regionalliga Niedersachsen
Die ab der Saison 2024/25 bestehende Handball-Regionalliga Niedersachsen ist die vierthöchste Spielklasse in Deutschland für das Gebiet des Handballverbandes Niedersachsen-Bremen (HVNB) und versetzt somit die vorherige zweigleisige Oberliga auf die fünfthöchste Spielklassenebene.

## Tabelle und Spielplan
| Platz | Nächste Saison |
| ----- | -------------- |
| 1     | 3. Liga        |
| 2     | 3. Liga        |
| 3     | Regionalliga   |
| 4     | Regionalliga   |
| 5     | Regionalliga   |
| 6     | Regionalliga   |
| 7     | Regionalliga   |
| 8     | Regionalliga   |
| 9     | Regionalliga   |
| 10    | Regionalliga   |
| 11    | Regionalliga   |
| 12    | Regionalliga   |
| 13    | Oberliga       |
| 14    | Oberliga       |

|  | Aufstieg |
|  | Abstieg  |